# میشل دراک
میشل دراک (فرانسوی: Michel Drach‎; زاده ۱۸ اکتبر ۱۹۳۰ – مرگ ۱۴ فوریهٔ ۱۹۹۰) کارگردان فیلم، فیلم‌نامه‌نویس، تهیه‌کننده فیلم و بازیگر اهل کشور فرانسه بود.
از فیلم‌ها یا برنامه‌های تلویزیونی که وی در آن نقش داشته‌است می‌توان به ویولون در توپ اشاره کرد.